# Remetinec
Remetinec es una localidad de Croacia en la ciudad de Novi Marof, condado de Varaždin.

## Geografía
Se encuentra a una altitud de 208 m s. n. m. a  km de la capital nacional, Zagreb.

## Demografía
En el censo 2011, el total de población de la localidad fue de 1478 habitantes.
| Gráfica de población de Remetinec 1857-2011                         |
|                                                                     |
| Según los censos de población de la oficina estadística de Croacia. |